# ورزشگاه کارتاگونوا
ورزشگاه کارتاگونوا (به اسپانیایی: Estadio Cartagonova) با ظرفیت ۱۵٬۱۰۵ نفر یکی از ورزشگاه‌های فوتبال کشور اسپانیا است که در شهر کارتاخنا ایالت مورسیا واقع شده‌است. این ورزشگاه در سال ۱۹۸۷ بازگشایی شد و در حال حاضر بازی‌های خانگی باشگاه فوتبال کارتاخنا در آن برگزار می‌گردد.